# 生きものの記録
『生きものの記録』（いきもののきろく）は、1955年に公開された日本映画である。監督は黒澤明。モノクロ、スタンダード、103分。米ソの核軍備競争やビキニ環礁での第五福竜丸被爆事件などで加熱した反核世相に触発されて、原水爆の恐怖を真正面から取り上げた社会派ドラマで、原爆の恐怖に取り付かれる老人を演じた三船敏郎は、当時35歳で60歳の老人を演じた。作曲家の早坂文雄の最後の映画音楽作でもある。

## あらすじ

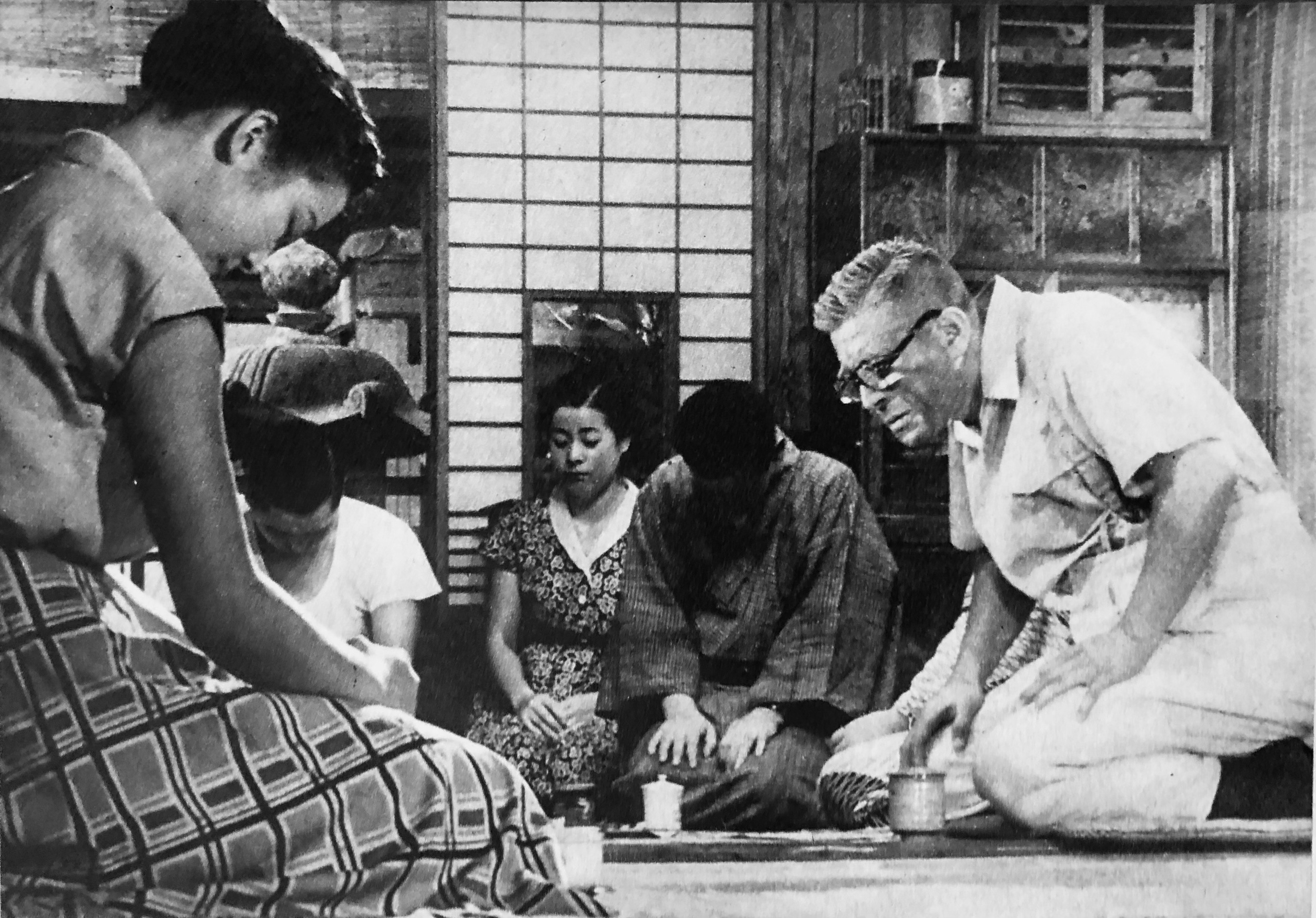
三船敏郎は60歳の老人を演じた

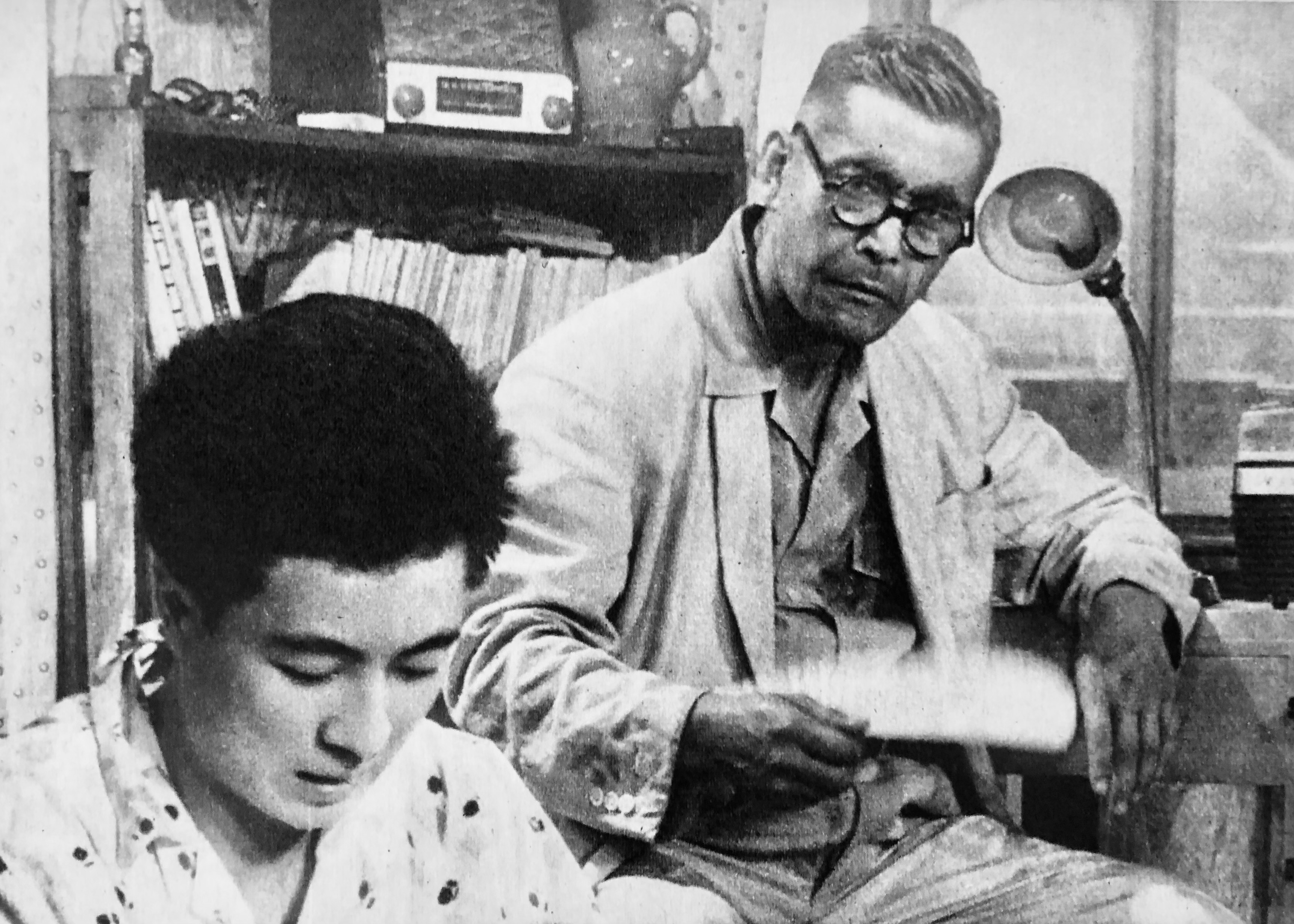
太刀川洋一、三船敏郎

歯科医の原田は、家庭裁判所の調停委員をしている。彼はある日、家族から出された中島喜一への準禁治産者申し立ての裁判を担当することになった。鋳物工場を経営する喜一は、原水爆の恐怖から逃れるためと称してブラジル移住を計画し、そのために全財産を投げ打とうとしていた。家族は、喜一の放射能に対する被害妄想を強く訴え、喜一を準禁治産者にしなければ生活が崩壊すると主張する。しかし、喜一は裁判を無視してブラジル移住を性急に進め、ブラジル移民の老人を連れて来て、家族の前で現地のフィルムを見せて唖然とさせる。
喜一の「死ぬのはやむを得ん、だが殺されるのは嫌だ」という言葉に心を動かされた原田は、彼に理解を示すも、結局は申し立てを認めるしかなかった。準禁治産者となった喜一は財産を自由に使えなくなり、計画は挫折。家族に手をついてブラジル行きを懇願した後に倒れる。夜半に意識を回復した喜一は工場に放火した。精神病院に収容された喜一を原田が見舞いに行くと、喜一は明るい顔をしていた。彼は地球を脱出して別の惑星に来たと思っていたのだった。病室の窓から太陽を見て喜一は、原田に「地球が燃えとる」と叫んだ。

## キャスト
- 中島喜一：三船敏郎
- 原田：志村喬
- 中島二郎（喜一の次男）：千秋実
- 山崎隆雄（よしの夫）：清水将夫
- 中島とよ（喜一の妻）：三好栄子
- 中島すえ（喜一の次女）：青山京子
- 山崎よし（喜一の長女）：東郷晴子
- 一郎の妻・君江：千石規子（東映）
- 栗林朝子（喜一の四妾）：根岸明美
- 須山良一（二妾の三男）：太刀川洋一
- 朝子の父：上田吉二郎
- ブラジルの老人：東野英治郎
- 中島一郎（長男）：佐田豊
- 岡本：藤原釜足
- 荒木（判事）：三津田健
- 石田：渡辺篤
- 里子（喜一の三妾）：水の也清美
- 鋳造所職長：清水元
- 堀（弁護士）：小川虎之助
- 精神科医：中村伸郎
- 地主：左卜全
- 鋳造所職員：土屋嘉男
- 留置人A：谷晃
- 工員の父：高堂國典
- 工員の母：本間文子
- 原田の息子・進：加藤和夫
- 田宮書記：宮田芳子
- 進の妻・澄子：大久保豊子
- 妙子（三妾の三女）：米村佐保子
- 鋳造所職員：桜井巨郎
- 留置人B：大村千吉
- 鋳造所職員：中島春雄（ノンクレジット）
- 精神科看護士：熊谷二良（ノンクレジット）

## スタッフ
- 監督：黒澤明
- 製作：本木荘二郎
- 脚本：橋本忍、小国英雄、黒澤明
- 撮影：中井朝一
- 美術：村木与四郎
- 録音：矢野口文雄
- 照明：岸田九一郎
- 音楽：早坂文雄
- 監督助手：丸林久信
- 編集：小畑長蔵
- 製作担当者：根津博
- 助監督：野長瀬三摩地、田実泰良、佐野健、中村哮夫
- 撮影助手：斉藤孝雄
- 美術助手：加藤親子
- 照明助手：羽田三郎
- 音楽：佐藤勝、松井八郎
- 記録：野上照代
- 音響効果：三縄一郎
- スチール：副田正男
- 美術小道具：戸田清
- 衣裳：鈴木身幸（京都衣裳）
- 結髪：岡田さだ子
- 粧髪：山田順次郎

## 製作
本作の構想は、『七人の侍』の撮影中に黒澤明が友人の早坂文雄宅を訪れたときに、ビキニ環礁の水爆実験のニュースを聞いた早坂が「こう生命をおびやかされちゃ、本腰を入れて仕事は出来ないねえ」と言い出したことがきっかけとなった。当初は『死の灰』と名付けられたこの企画は、小國英雄と橋本忍との共同脚本で、1955年1月に静岡県今井浜の旅館「舞子園」に投宿して執筆作業を開始し、3月初旬に『生きものの記録』と改題した決定稿が完成した。
5月中旬に撮影準備に取りかかり、6月20日にリハーサルを開始したが、7月6日に黒澤がサナダムシのため入院し、2週間リハーサルを中断した。8月1日に東宝撮影所内のセットで撮影開始した。9月8日に出演者の根岸明美が自動車事故で頭部を切る怪我をし、約2週間ほど撮影中断した。10月11日には台風25号で工場のオープンセットがほぼ壊滅し、作り直すために再び撮影中断した。10月21日に撮影再開し、10月31日にラストシーンの太陽のショットの撮影でクランクアップした。
本作では、『七人の侍』で採用した、複数のカメラで同時に撮影する「マルチカム撮影法」を本格的に導入しており、3台のカメラを別々の角度から同時に撮影することで、俳優がカメラを意識せず自然な演技を引き出している。主人公の放火で焼け落ちた工場のセットは、東宝撮影所内の新築されたばかりの第8スタジオの前に組まれ、新築のスタジオの壁面を焼け跡に見立てて塗装したため、会社に怒られたという。また、都電大塚駅のセットは電車の先頭部分を含めて、本物そっくりに作られた。
撮影終了後の11月9日から12日までダビング作業を行った。音楽は早坂文雄が担当したが、撮影中の10月15日に結核で亡くなった。親友だった黒澤はそのショックで演出に力が出ず、黒澤自身も「力不足だった」と述べている。早坂はタイトルバックなどのスケッチを残しており、弟子の佐藤勝がそれを元に全体の音楽をまとめて完成させた。

## 評価
本作は興行的に失敗し、黒澤自身も「自身の映画の中で唯一赤字だった」と語っており、その理由について「日本人が現実を直視出来なかったからではないか」と分析している。第29回キネマ旬報ベスト・テンでは4位にランクされ、第9回カンヌ国際映画祭ではコンペティション部門に出品された。大島渚は鉄棒で頭を殴られたような衝撃を受けたとしており、徳川夢声は「この映画を撮ったんだから、君はもういつ死んでもいいよ」と激賞したという。佐藤忠男は「黒澤作品の中でも問題作」と述べている。
鈴木敏夫は東日本大震災後に本作を改めて見た解釈として、「以前にくらべて「受け取る印象がこうも違うのか」と思いましたし、すごくリアリティがあった。黒澤っていう人は面白いなと、つくづく思いましたね」「今観ると言いたいこともはっきりしているからすごくリアリティがあって。多くの人に、今観てほしい作品」「黒澤監督は、関東大震災を目の当たりにしているそうなんですね。たくさんの瓦礫と人の死が自分の記憶の底に残った、と著書に書いていて、そういう意味でも戦争や核の問題に対して敏感だったんでしょう。昔観たときは、『生きものの記録』はむしろ「喜劇映画かよ」っていう印象でしたが、震災を経ることによって、黒澤監督が作品に込めた考えが、やっと伝わってきたような気がしています」と述べている。

## その他
- 題名についてクレジットには「丸岡明氏の好意による」とあるが、これは先に丸岡の同題の小説があり、丸岡がクレームを付けたためである。なお、丸岡の小説と本作とは内容的には何の関連性もなく、タイトルが同じというだけである。
- 当時衆議院議員であった中村梅吉が試写に来た際、黒澤に対して「原水爆の何が恐い、あんな物はへでもない。」と言ったと黒澤は語っている。それに対して黒澤は東宝に「（中村の発言を）新聞に出せ」と言ったが、東宝はそうしなかった[14]。
- 中島喜一にブラジル移住を誘う老人役の東野英治郎は、劇中に言及はないものの広島弁を話す。